# Soja Durjahina
Soja Antoniwna Durjahina (veröffentlicht auch unter Z. Duriagina bzw. Z. A. Duriagina; ukrainisch Зоя Антонівна Дурягіна, wiss. Transliteration Zoja Antonivna Durjahina; * 8. Juni 1950 in Lwiw, USSR, Sowjetunion) ist eine ukrainische Metallurgin und Materialwissenschaftlerin. Sie ist derzeit Hochschullehrerin und Abteilungsleiterin am Institut für Technische Mechanik und Verkehr (IMIT).

## Leben
Soja Durjahina studierte am Polytechnischen Institut Lwiw, heute die Nationale Polytechnische Universität Lwiw. Sie absolvierte 1972 ihr Diplomstudium im Bereich der Physik der Metalle und trat in die Graduiertenschule ein. Sechs Jahre später verteidigte sie ihre Dissertation als Kandidatin der Wissenschaften mit einer Arbeit über die Korrosionsbeständigkeit und Rissanfälligkeit von rostfreien Stählen bei der Schwefelverhüttung. Durjahina habilitierte sich 2005 zur Doktorin der technischen Wissenschaften (Д-р тех. наук). Im folgenden Jahr erhielt sie die Berufung zur Professorin für Technische Werkstoffwissenschaften und Angewandte Physik.
Soja Durjahina übernahm 2012 die Leitung der Abteilung sowie den Lehrstuhl für Angewandte Materialwissenschaft und -bearbeitung (ПМОМ, PMOM) am Institut für Technische Mechanik und Verkehr (IMIT). Sie gehört zu den drei Frauen im 34-köpfigen Akademischen Rat des Instituts.
Durjahina hält Vorlesungen in allgemeinen und speziellen Fachgebieten: Grundlagen der naturwissenschaftlichen Forschung, Technologie, Werkstoffkunde, Legierungen, Oberflächenchemie sowie Normung und Zertifizierung. Sie erhielt 20 ukrainische Patente und veröffentlichte mehr als 180 wissenschaftliche Arbeiten, darunter Monographien und Lehrbücher.

## Mitgliedschaften und Auszeichnungen
Durjahina ist Mitglied der Akademie der Wissenschaften für Hochschulbildung der Ukraine und der Wissenschaftlichen Gesellschaft Schewtschenko (НТШ, NTSh). Sie erhielt wiederholt staatliche und universitäre Auszeichnungen sowie Ehrendiplome. Die World Academy of Materials and Manufacturing Engineering verlieh ihr 2017 die „Goldmedaille für bedeutende wissenschaftliche Leistungen“.

## Schriften (Auswahl)
- «Фізика та хімія поверхні». Національний університет «Львівська політехніка», Lwiw 2009. ISBN 978-966-553-826-4.
- mit В. Ю. Ольшанецький, Ю. І. Кононенко: «Структурно-енергетичний стан внутрішніх та зовнішніх меж поділу у металевих системах». Видавництво Львівської політехніки, Lwiw 2013.
- mit A. Марынович, И. Махоркин: Modelling and optimization of manufacturing processes. Opole 2013.

mit T. Tepla, I. Izonin: Biocompatible materials selection via new supervised learning methods. LAP Lambert Academic Publishing, Riga 2019. ISBN 978-613-9-44384-0.
- Stainless steels and alloys. IntechOpen, London 2019. ISBN 978-1-78985-369-8.